# Ökologische Gerechtigkeit
Die ökologische Gerechtigkeit (englisch ecological justice) beschreibt eine Behandlung von Naturgütern, die die Rechte aller Lebewesen einbezieht.
Neben dem Menschen werden damit auch die Rechte von Tieren und Pflanzen in das Konzept mit einbezogen. Die ökologische Gerechtigkeit betrifft also soziale und räumliche Verteilungs- und Verfahrensgerechtigkeit in Fragen der Interaktion des Menschen mit seiner biotischen Umwelt. Der Begriff hat seinen Ursprung in der US-amerikanischen Umwelt- und Bürgerrechtsbewegung. Er wurde in der Weiterentwicklung des Begriffes Umweltgerechtigkeit (environmental justice) geprägt.

## DefinitionÖkologische Gerechtigkeit
Der Begriff Ökologische Gerechtigkeit beschreibt einen Gerechtigkeits-Theoretischen Ansatz, der die Rechte aller Lebewesen einbezieht. Damit wird der Fokus der eher anthropozentrischen Sicht der Umweltgerechtigkeit auf eine stärker holistisch ausgerichtete Behandlung der Natur gelegt. Es geht also nicht darum die Naturgüter oder die negativen Auswirkungen ihrer Zerstörung „gerechter“ aufzuteilen. Vielmehr wird die Verteilungsfrage aus einer Sicht gesehen, in deren radikalem Ansatz z. B. einem Käfer die gleichen Rechte auf sein Dasein zukommen, wie einem Menschen. Dies setzt voraus, dass der Mensch der Natur einen 'Wert-an-sich, ohne einen Nutzungsanspruch, zubilligt.
Im allgemeinen Sprachgebrauch werden die Begriffe ökologisch oder Ökologie zur Beschreibung einer politisch-normativen Einstellung verwendet (Politische Ökologie). Die Ökologische Gerechtigkeit geht von einer biologischen Definition der Ökologie aus, die wiederum in Debatten der Politik wirkt.

## Praktische Themenfelder ökologischer Gerechtigkeit

### Innerstaatliche Verteilungsgerechtigkeit
Innerstaatliche Fragen der ökologischen Gerechtigkeit in der Verteilung von Gütern entstehen innerhalb eines relativ abgeschlossenen Sozialsystems. Deshalb haben sie meist keine überregionale oder internationale Bedeutung. Je nach „Zivilisationsstufe“ eines Landes spielen sehr unterschiedliche ökologische Probleme eine Rolle. Erheblich verschieden ist
bereits die Art der ökologischen Probleme in den USA gegenüber denjenigen in Europa. Für die gegenwärtigen westeuropäischen Länder identifiziert Anton Leist die folgenden umweltpolitischen Ziele:
- Reduktion des CO₂-Ausstoßes,
- Risikominimierung bei bzw. Ausstieg aus der Atomenergie,
- Schutz und nachhaltige Nutzung bestehender Naturräume und Arten,
- Erhalt und Erschließung von Wasservorräten,
- Risikominimierung bei freigesetzten genetisch veränderten Organismen,
- Reduktion von Luftverschmutzung, Elektrosmog, chemischen Emissionen, Abfall, UV-Strahlen.

Zwar sind größere Teil dieser Ziele im einzelstaatlichen Alleingang nicht zu erreichen, dennoch ordnet Leist sie dieser Kategorie zu, weil nur die gemeinschaftliche Basis von kulturell homogenen Gesellschaften Pflichten gegenüber zukünftigen Generationen als gemeinsames Ziel wahrnehmen kann. Zum anderen, da nur auf der Grundlage von starken Bürgerrechten die Chance besteht, die ökologischen Zerstörungstendenzen auszugleichen.

## Kritik
Kritisiert an dem Konzept der ökologischen Gerechtigkeit wird vor allem, dass de facto nicht alle Lebewesen in den Diskurs einbezogen werden können, da Gerechtigkeit eine soziale Interaktion voraussetze: „Wenn wir davon ausgehen, dass die Bedeutung von Gerechtigkeit an die Art der Sozialbeziehungen gebunden ist, kann die Natur nur teilweise in Verhältnisse ökologischer Gerechtigkeit einbezogen werden. Das Ausmaß wird wiederum nach dem Kriterium der sozialen Beziehungen bestimmt, die wir zu Tieren haben oder haben können. Nach üblichem Verständnis haben wir soziale Beziehungen nur zu den Tieren, die wir als Haus- oder Nutztiere halten. Die Beziehungen zu den Wildtieren sind bestenfalls minimale soziale Beziehungen, und zu den Pflanzen und den nicht-lebendigen Teilen der Natur haben wir für gewöhnlich keine sozialen Beziehungen. Diese Teile der Natur sind keine Akteure in einem wie immer schwachen Sinn. In der Folge kann man auch nicht von einer Gerechtigkeit ›zwischen den Spezies‹ sprechen.“ (Anton Leist)